# Bremens ärkestift
Bremens ärkestift, även tidvis Hamburg-Bremens ärkestift (tyska: Erzbistum Bremen), var ett katolskt ärkestift cirka 787–1540-talet inom katolska kyrkan i Tysk-romerska riket, grundlagt av kejsar Karl den store (varav 1180–1648 som furstbiskopdöme under namnet Bremens furstbiskopsdöme). Det var sedan lutherskt efter reformationen från 1540-talet och fram till 1648.
Bremen var även säte för egen kyrkoprovins som de svenska stiften under Sveriges kristnande sorterade under.

## Historik
Bremens ärkestift inrättades år 787 på initiativ av kejsar Karl den store.

### Hamburg-Bremens ärkestift
Ärkebiskopssätet av Hamburg etablerades 831 som det karolingiska tysk-romerska rikets missionsutpost mot norr och öster, men fick 845/847 dras tillbaka till det säkrare Bremen, som sedan 787 varit biskopssäte grundlagt av Karl den store, men nu slogs samman med Hamburgsstiftet.

### Bremens domkyrka
När Bremen år 789 grundades som biskopssäte av den förste biskopen, den frisiske missionären Willehad, var den första domkyrkan en kyrka i trä. Senare byggdes en stenkyrka under ärkebiskop Bezelin (1035–1043) och denna stenkyrka ("den saliska domkyrkan") utgör kärnan i den nuvarande kyrkan. Detta bygge brann dock till stora delar ner år 1041 i en brand som också lade en stor del av staden Bremen i aska.
Bygget fick mer fart därefter under en annan ärkebiskop, ärkebiskop Adalbert av Bremen. Han orienterade bygget bland annat efter bygget av Kölnerdomen och efter katedralen i Benevento, som ligger i Syditalien. Under Adalberts efterträdare Liemar (1072–1101) brann dock kyrkan igen, efter vilken domkyrkan delvis fick byggas upp på nytt.
Ungefär samtidigt kristnades Norden och Bremen och Hamburg hade sedan en tid tillbaka varit ett ärkebiskopssäte. Norden lades under en kyrkoprovins som leddes av ärkestiftet Hamburg-Bremen fram till dess Norden fick sina egna ärkebiskopar.
År 1223 flyttades Hamburgs ärkebiskopsstol återigen till Bremen och kyrkan blev hans metropolitkatedral. Kort därpå startade ett massivt ombyggnadsarbete med förebild i kyrkobyggena i Rhendalen i romansk stil och i övergångsstil. Nu slogs nya valv i mittskeppet istället för ett tidigare platt tak. Västfasaden med de två tornen och rosettfönstret byggdes upp.
Omkring år 1500 ersattes som nämnts det tidigare norra sidoskeppet med en ny stor sal i form av en hallkyrka, som fick samma höjd som mittskeppet. Denna del har fönster i två våningar. Över salen slogs nätvalv. Förebild för detta nybygge var Vituskatedralen i Prag. Förmodligen planlades en liknande ombyggnad av södra sidoskeppet, men de blev inte av.
Den 27 januari 1638 störtade en nedre del av södra tornet samman och åtta människor dog. Knappt tjugo år därefter, den 4 februari 1656, drabbades domkyrkan av sin tredje svåra brand och det norra tornet brann ner, mitt under återuppbyggandet av det södra tornet.
1889–1901 restaurerades domen för att avsiktligen återställa den till dess medeltida utseende, dock något överarbetat i tidens nyromanska stil.
I mars 1945 träffades norra sidan av domen av en bomb. Stora delar av valven störtade in, och rasrisk förelåg i hela kyrkan. Några stenar ligger fortfarande i kyrkan efter detta som ett minne. Koppartaket är också annorlunda färgat just där bomben träffade; det har ingen patina.
1973–1979 infann sig omfångsrika restaurationsarbeten, som både åtgärdade skador på murar och grundmurar, och också förde interiörens utseende närmare medeltidens genom att byta ut senare ändringar.
Efter alla dessa ändringar som ganska framgångsrikt fört den till ursprungligt skick, finns dock en hel del bevarat från den ursprungliga kyrkan, eftersom inte allt byggdes om.

### Reformationen i Bremen
1522 hölls den första reformatoriska predikan i Bremen. Därefter var hansastaden under flera århundraden protestantiskt. 1534 infördes en kyrkoordning antagen av Martin Luther. Senare uppstod 1561 flera stridigheter mellan lutheraner och anhängarna av en annan reformator Philipp Melanchthon. Efter detta stängdes domen i 77 år, eftersom den tillhörde ärkestiftet Bremen och inte till staden Bremen.
1581 slöt Bremen upp bakom den mer kalvinistiskt färgade reformationen från Genève. 1595 fick så Bremen en kyrkoordning efter en "tysk-reformert" trosinriktning författad i Bremen under namnet Consensus Bremensis. Kring 1600 infördes också Heidelbergs katekes.
1638 öppnades domen igen för den lutherska läran under ärkebiskop Friedrich von Dänemark ("Fredrik från Danmark"). Genom inflyttning växte den lutherska domkyrkoförsamlingen, som dock länge förblev den enda lutherska församlingen i staden. Efter 1648 lydde den under svenskarna, och efter 1715 under ett konsistorium i staden Stade i kurfurstendömet Hannover.
Efter att den sista lag, som beslöts av Tysk-romerska rikets riksdag i Regensburg (lagen kallades Reichsdeputationshauptschluss), mist sin verkan, kom domen 1802/1803 i staden Bremens ägo, som förgäves försökte slå ner och upplösa den lutherska domkyrkoförsamlingen. 1830 utfärdade församlingen en stadga om sitt eget självstyre och staden Bremen erkände slutligen församlingens rätt att existera och rätt att inneha domkyrkan.

## Nordisk provins omfattande Sverige
Ärkebiskopen i Hamburg-Bremen kom att spela en stor roll som maktfaktor i samband med kristnandet av Skandinavien. Hamburg-Bremen representerade ett inflytande från det tyska kejsardömet som i synnerhet de danska kungarna sökte värja sig mot. Det är bland annat ifrågasatt huruvida de biskopar för Danmark som 948 utsänts från Hamburg-Bremen till Slesvig, Ribe och Århus i verkligheten kunde etablera sig i dessa städer, även om en mera dominerande åsikt är att kristendom och kristen mission tolererades i Danmark under 900-talet.
Som ett led i stridigheterna kring enandet av Danmark lierade sig Sven Tveskägg med ärkebiskopen av Canterbury, och särskilt Norge och Skåne kom under inflytande av missionärer från England. Ännu år 1060, när den danska kyrkan fick en ny stiftsindelning, hade Lund nära relationer med Canterbury medan biskopen Egino i Dalby, en och en halv mil österut, lydde under Hamburg-Bremen. Lundabiskopen Henriks död 1066 sammanföll med danske kungens förlust av domänerna i England. Därmed upphörde Canterburys inflytande.
1104 inrättades Lund till ärkebiskopsdöme, och därmed upphörde Skandinavien att formellt lyda under ärkebiskopsdömet Hamburg-Bremen. Hamburg-Bremen kom dock att fortsätta hävda sin rätt till överhöghet med den tyske kejsarens stöd, och 1133 fick ärkebiskoparna av Hamburg påvligt brev på sin överhöghet över Skandinavien och de slaviska folken. 1152 gjordes ett nytt försök av Hamburgs biskopar med stöd av Fredrik Barbarossa, men måste slutligen 1156 se sig besegrade och erkänna självbestämmandet i de skandinaviska kyrkoprovinserna.
Adam av Bremen skrev sin historia om ärkestiftet Hamburg-Bremen på 1070-talet, men anses undervärdera Canterburys insatser och inflytande i Skandinavien.